# Клан Джонстон
Джонстон — один из кланов равнинной части Шотландии.
Клан Джонстон включает по крайней мере две различные ветви — из Аннандейла в области Дамфрис и Галлоуэй и из Каскибена в Абердиншире. Также существуют Джонстоны (Джонсоны), которые не могут быть отнесены ни к одной из этих ветвей, например те, кто взял свою фамилию от прежнего названия города Перта (Сент-Джонстон) или от других мест с названием Джонстон.
Фамилия Джонстон является англосаксонской по происхождению. Первым известным в истории Джонстоном был Гильберт, сын Джона, который между 1195 и 1214 годами получил в пользование от Уильяма Брюса, лорда Аннандейла, небольшой надел земли в южном Аннандейле. Гильберт вскоре был посвящён в рыцари и засвидетельствовал несколько договоров как сэр Гильберт де Джонстон. Позже лэрды Джонстоны сражались с англичанами при Солвэй в 1378 году и при Оттерберне в 1388 году.
Джонстоны из Аннандейла были в числе самых бесстрашных воинов шотландского Западного Пограничья. Все же Джонстоны были в большой степени членами племенного общества. Они были также порождениями дикости Пограничья. Столетия пограничных войн, в которых шотландцы часто теряли все своё имущество, уничтожаемое англичанами, отбили у жителей приграничных районов охоту заниматься земледелием. Партизанская война порождала партизанское существование. Жители приграничных районов стали полукочевниками, совершавшими набеги на англичан и соседние кланы, чтобы пополнить запасы рогатого скота и лошадей, которые были их основной собственностью. Джонстоны были превосходными всадниками, вооруженными металлическими шлемами, кожаными жакетами, длинными копьями, короткими мечами и пистолетами. Члены клана Джонстон были хорошо приспособлены к их жестокому миру. До сих под известна широкая, зловещего вида впадина в верховьях реки Аннан, которую Джонстоны использовали, «чтобы спрятать рогатый скот, украденный в хищных набегах».
Пограничные лэрды жили в мощных квадратных каменных башнях в три или четыре этажа, с зубчатыми стенами, стоящие на неприступном основании. Основной цитаделью Джонстонов была башня Лохвуд — массивная крепость, окруженная лесом и болотом. Сэр Вальтер Скотт, прямой потомок воинов Границы, подробно описал членов клана Джонстон в своем романе «Пертская красавица».
В конце XIV века лорды Джонстоны были вассалами могущественных графов Дугласов. Однако их возвышение произошло, когда они помогли королю подавить восстание Дугласа в 1455 году. «Черные» Дугласы фактически управляли южной Шотландией и являлись серьёзной угрозой династии Стюартов. Джонстоны сражались с «Черными» Дугласами при Аркинхолме в Дамфрисшире и участвовали в осаде королём замка Трив в Киркубри. Дугласы были лишены прав и состояния, а король Яков II вознаградил своих сторонников, включая Джонстонов, за счет бывших владений графа Дугласа. Члены клана Джонстон вскоре расселились по всему Аннандейлу и Ланаркширу. В 1542 году от имени королевы Марии Стюарт земли лэрда Джонстона были объявлены свободным баронством.
Джонстоны упоминаются как нарушители спокойствия в Западном Пограничье в списке кланов, приложенном в 1597 году к законам парламента Шотландии, изданным «для успокоения и держания в повиновении диких жителей Пограничья». В 1578 году Джоннстоны избрали совет из двенадцати арбитров, чтобы уладить внутренние споры и объединиться под началом их «вождя и господина» лэрда Джонстона. Совет состоял из Джонстонов из Карнсоллоха, из Крэйгиберна, из Элсишилдса, из Фэрхома, из Фингланда, из Хоуджилла, из Локерби, из Марджорибанкса, из Миллбанка, из Ньютона, из Полдина и из Уомфри. В течение XVI века клан был также организован в многочисленные «бригады».
В XVI веке Джонстоны и Максвеллы конкурировали за первенство в шотландском Западном Пограничье. Вожди Джонстонов и Максвеллов служили в разное время начальниками шотландского Западного Пограничья. Эти кланы в течение почти столетия вели смертельную кровную вражду. В 1593 году Джон, 7-й лорд Максвелл, граф Мортон, начальник шотландского Западного Пограничья, собрал 2 000 вооруженных всадников и под знаменем короля вторгся в гористый район Аннандейла, в земли Джонстонов. Намерение лорда Максвелла состояло в том, чтобы раз и навсегда уничтожить древних врагов его семейства и соперников в борьбе за власть в юго-западной Шотландии.
Сэр Джеймс Джонстон из Дунскелли, вождь Джонстонов, был заблаговременно предупрежден о приближении противника и понял, что его клану скоро придется отчаянно сражаться за своё существование. Он получил помощь от Грэхэмов, Скоттов, Каррутэрсов, Ирвингов, Эллиотов и других своих союзников и быстро собрал около 800 воинов. Среди тех, кто пришел на помощь клану, был даже одиннадцатилетний родственник вождя, Роберт Джонстон из Рэклейха. Лорд Максвелл предложил своим людям награду за голову или руку лэрда Джонстона, а сэр Джеймс в свою очередь предложил своим людям награду за голову или руку лорда Максвелла.
6 декабря 1593 года армия Максвелла приблизилась к городу Джонстонов Локерби в районе места под названием Пески Драйфа. Сэр Джеймс укрыл большинство своих воинов в засаде и послал горстку всадников, чтобы выманить основные силы Максвелла, а затем отступить. Когда отряд Максвелла с громкими криками победы бросился вперед, главные силы Джонстонов совершили внезапное, отчаянное нападение с флангов, сокрушая Максвеллов и превращая их стройные ряды в неорганизованную толпу. Джонстоны жестоко преследовал своих врагов на улицах Локерби и в водах реки Драйф, убив примерно 700 из них. Многие из отряда Максвелла получили раны, после которых остались ужасные шрамы. Про людей с такими шрамами потом говорили, что их «облизали в Локерби». Во время этой резни лорд Максвелл поросил милосердия и предложил сдаться, но Джонстоны отрубили его протянутую руку и убили его. Говорят, что лэрд Джонстон повесил голову и правую руку лорда Максвелла на зубчатых стенах башни Лохвуд в качестве кровавого свидетельства полной победы Джонстонов в сражении у Песков Драйфа.
В 1608 году была организована встреча для примирения между сэром Джеймсом Джонстоном из Дунскелли и лордом Максвеллом, сыном вождя, который был убит в сражении у Песков Драйфа. Каждая из сторон приняла меры безопасности и привела с собой только по одному сопровождающему. В ходе переговоров лорд Максвелл внезапно вытащил из-под плаща пистолеты и выстрелил в вождя Джонстонов двумя отравленными пулями, смертельно ранив его. После его бегства во Францию лорда Максвелла наконец поймали и публично казнили в Эдинбурге за «убийство под доверием» сэра Джеймса Джонстона из Дунскелли.
Когда в 1603 году король Яков VI Шотландский занял трон Англии, граница между странами стала центром новой Великобритании. Король использовал свою новую власть, чтобы расправиться с непослушными кланами границы также безжалостно, как его преемники расправились с горными кланами полтора столетия спустя. Указ 1605 года запретил жителям приграничных районов, «кроме знати и господ, не подозреваемых в уголовном преступлении или воровстве», носить любое оружие. Этот указ также запретил обладание любой лошадью дороже 50 шиллингов или 30 шотландских фунтов, то есть боевой лошадью. Правительство выслало или казнило самых отъявленных нарушителей спокойствия, включая многих Джонстонов. Старая Граница прекратила существование за несколько лет.
В 1633 году, во время коронации короля Карла I в Шотландии, Джеймс Джонстон, сын сэра Джеймса Джонстона из Дунскелли, стал лордом парламента как первый лорд Джонстон из Лохвуда. В 1643 году он стал графом Хартфелл, лордом Джонстоном из Лохвуда, Моффатдэйла и Эвандейла. В ходе религиозных войн граф сначала присоединился к ковенантерам, но позже поддержал роялистов Монтроза. В 1645 году армия ковенантеров захватила графа в Филлифоге и приговорила его к смертной казни, но позже изменила наказание на штраф в 100 000 шотландских фунтов. Граф Хартфелл и его сын были заключены в тюрьму Эдинбурга, потом Дамбартона и замка Сент-Эндрюс. После Реставрации монархии король Карл II вознаградил Джеймса, второго графа Хартфелл, за его верность титулом графа Аннандейл.
Уильям Джонстон, второй граф Аннандейл, по молодости участвовал в якобитском заговоре, но в конечном счете принял сторону короля Вильгельма Оранского и стал лордом парламента, лордом Казначейства, лордом Тайного Совета, Рыцарем Чертополоха, Госсекретарем по делам Шотландии, лордом-хранителем Большой Печати и т. д. В 1701 году за верную службу король сделал его маркизом Аннандейл. Его старший сын, Джеймс, второй маркиз Аннандейл, умер бездетным в Неаполе в 1730 году. Другой сын первого маркиза, Джордж, который родился после смерти отца и был объявлен незаконным, стал третьим маркизом и когда он также умер бездетным в 1792 году, род маркизов Аннандейл пресёкся.
В 1983 году, по прошествии почти двух столетий, Геральдическая палата Шотландии официально признала Перси Вентуорта-Хоупа-Джонстона из Аннандейла, наследственного Хранителя замка Лохмабен и потомка дочери первого маркиза Аннандейл, вождем клана Джонстон. После его смерти в том же году вождем стал его сын Патрик Эндрю Вентуорт-Хоуп-Джонстон. В 1985 году Палата лордов удовлетворила требование вождя на титул графа Аннандейл и Хартфелл. Вождь проживает со своей женой, графиней Сьюзан Джозефиной Росс-Хоуп-Джонстон, в Рэхиллсе, в Аннандейле. Они имеют сына, лорда Дэвида Джонстона, и дочь, леди Джулию Джонстон.
Джонстоны из Каскибена в Абердиншире происходят от Стивена «Клерка», который, как утверждают, был сыном лэрда Джонстона из Аннандейла, хотя эта гипотеза весьма спорна. Глава ветви из Каскибена стал в XVII веке баронетом Новой Шотландии, и его потомок, живущий в Америке, является нынешним главой этой ветви.